# Pseudoryctes turritus
Pseudoryctes turritus är en skalbaggsart som beskrevs av Macleay 1888. Pseudoryctes turritus ingår i släktet Pseudoryctes och familjen Dynastidae. Inga underarter finns listade i Catalogue of Life.